# Rhinophis melanogaster
Espèce
Synonymes
- Mytilia melanogaster Gray, 1858
- Plectrurus ceylonicus Peters, 1859
- Silybura melanogaster Gray, 1858
- Uropeltis melanogaster Gray, 1858

Rhinophis melanogaster est une espèce de serpents de la famille des Uropeltidae.

## Répartition
Cette espèce est endémique du Sri Lanka.

## Description
Ce serpent atteint entre 10 et 27 cm.

## Publication originale
- Gray, 1858 : On a new genus and several new species of Uropeltidae in the collection of the British Museum. Proceedings of the Zoological Society of London, vol. 1858, p. 260-265 (texte intégral).